# Loch na Gainmhich (Lochganvich)
Loch na Gainmhich ist ein Süßwassersee auf der schottischen Hebrideninsel Lewis and Harris in der Council Area Äußere Hebriden beziehungsweise in der traditionellen Grafschaft Ross-shire.

## Beschreibung
Der See liegt im Zentrum von Lewis, dem Nordteil der Doppelinsel. Entlang seines Nordufers erstreckt sich der Weiler Longvanich; zwei Kilometer östlich befindet sich der Weiler Achmore. Jenseits von Longvanich erhebt sich der 223 Meter hohe Eitshal. Der Loch Nisreaval liegt auf einer Höhe von 46 Metern über dem Meeresspiegel. Durch Longvanich verläuft die von Stornoway bis Barvas an der Nordwestküste Lewis’ verlaufende A858.
Der Loch na Gainmhich weist eine maximale Länge von 1,5 Kilometern bei einer maximalen Breite von 0,59 Kilometern auf, woraus sich eine Seefläche von 45 Hektar und ein Umfang von vier Kilometern ergeben. Die mittlere Tiefe des Loch na Gainmhich beträgt 5,7 Meter, woraus ein Volumen von 2.530.065 Kubikmetern resultiert. Sein Einzugsgebiet umfasst 289 Hektar und besteht zu etwa 72 % aus Moorlandschaft und zu 8 % aus Grasland, während Grundwasser 20 % des Zuflusses ausmacht. Das Einzugsgebiet erstreckt sich im Wesentlichen nach Nordosten. Der See verfügt über keine benannten Zuflüsse. Vom Nordwestufer fließt der Bach Allt Salach ab, der, zuvor zahlreiche Seen durchfließend, schließlich in den Loch Roag entwässert.